# 12986 Kretke
12986 Kretke è un asteroide della fascia principale. Scoperto nel 1981, presenta un'orbita caratterizzata da un semiasse maggiore pari a 2,9300055 au e da un'eccentricità di 0,1042524, inclinata di 10,17535° rispetto all'eclittica.